# Telebäckdalen
Telebäckdalen är ett naturreservat i Härjedalens kommun i Jämtlands län.
Området är naturskyddat sedan 2017 och är 175 hektar stort. Reservatet ligger i anslutning i sydost till Sonfjällets nationalpark i östra sluttningen av Sveduberget.  Växtligheten består av gammal tallskog med gran i svackor och kring Telebäcken som utgör reservatets nordostgräns.  